# 横山啓明
横山 啓明（よこやま ひろあき、1956年5月26日 - 2016年6月30日）は、日本の翻訳家。
北海道生まれ。早稲田大学第一文学部演劇学科卒業。現代英米文学を多く訳した。『海外ミステリー事典』（権田萬治監修、新潮社・新潮選書、2000年）にも寄稿している。

## 訳書
- 『救いの死』（ミルワード・ケネディ、国書刊行会） 2000年
- 『著者略歴』（ジョン・コラピント、早川書房） 2002年。ハヤカワ・ミステリ文庫、2005年
- 『魂の傷痕』（アンソニー・リー、早川書房） 2002年
- 『ブラック・ウォーター』（T・ジェファーソン・パーカー、早川書房） 2003年。ハヤカワ・ミステリ文庫、2007年
- 『野獣よ牙を研げ』（ジョージ・P・ペレケーノス、ハヤカワ・ミステリ文庫） 2003年
- 『反逆部隊』上・下（ガイ・ウォルターズ、ハヤカワ文庫） 2003年
- 『セメントの女』（マーヴィン・アルバート、ハヤカワ・ポケット・ミステリ） 2004年
- 『海のオベリスト』（C・デイリー・キング、原書房） 2004年
- 『死、ふたたび』（シルヴィア・マウルターシュ・ウォルシュ、ハヤカワ・ミステリ文庫） 2004年
- 『カウントダウン・ヒロシマ』（スティーヴン・ウォーカー、早川書房） 2005年
- 『5枚のカード』（レイ・ゴールデン、ハヤカワ・ポケット・ミステリ） 2005年
- 『ミュンヘン - オリンピック・テロ事件の黒幕を追え』（マイケル・バー＝ゾウハー / アイタン・ハーバー、ハヤカワ文庫） 2006年
- 『魂よ眠れ』（ジョージ・P・ペレケーノス、ハヤカワ・ミステリ文庫） 2006年
- 『死の相続』（セオドア・ロスコー、原書房） 2006年
- 『ベスト・アメリカン・ミステリ アイデンティティ・クラブ』（J・C・オーツ / O・ペンズラー編集、早川書房） 2006年
- 『五つの星が列なる時』（マイケル・ホワイト、早川書房） 2007年
- 『災いの古書』（ジョン・ダニング、ハヤカワ・ミステリ文庫） 2007年
- 『変わらぬ哀しみは』（ジョージ・P・ペレケーノス、ハヤカワ・ミステリ文庫） 2008年
- 『ランボー 最後の戦場』（シルベスター・スタローン他、ハヤカワ文庫） 2008年
- 『アインシュタイン・セオリー』（アルパート・マーク、ハヤカワ文庫） 2008年
- 『フォールト・ライン - 断たれた絆』（バリー・アイスラー、早川書房） 2009年
- 『メディチ家の暗号』（マイケル・ホワイト、ハヤカワ文庫） 2009年
- 『バッド・モンキーズ』（マット・ラフ、文藝春秋） 2009年
- 『スーザン・ボイル 夢かなって』（アリス・モンゴメリー、早川書房） 2010年
- 『ベヴァリー・クラブ』（ピーター・アントニイ、原書房） 2010年
- 『ベルリン・コンスピラシー』（マイケル・バー＝ゾウハー、ハヤカワ文庫） 2010年
- 『愛書家の死』（ジョン・ダニング、ハヤカワ・ミステリ文庫） 2010年
- 『夜は終わらない』（ジョージ・ペレケーノス、早川書房） 2010年
- 『オベリスク』（ハワード・ゴードン、新潮文庫） 2011年
- 『理系の子 - 高校生科学オリンピックの青春』（ジュディ・ダットン、文藝春秋） 2012年。文春文庫、2014年
- 『キラー・エリート』（ラヌルフ・ファインズ、ハヤカワ文庫） 2012年
- 『迷宮の淵から』（ヴァル・マクダーミド、集英社文庫） 2012年
- 『月に歪む夜』（ダイアン・ジェーンズ、創元推理文庫） 2012年
- 『プレジデント・クラブ - 元大統領だけの秘密組織』（ナンシー・ギブス / マイケル・ダフィー、柏書房） 2013年
- 『L.A.ギャング ストーリー』上・下（ポール・リーバーマン、ハヤカワ文庫） 2013年
- 『甦ったスパイ』（チャールズ・カミング、ハヤカワ文庫） 2013年
- 『レッドセル - CIA特別分析室』（マーク・ヘンショウ、ハヤカワ文庫） 2014年
- 『ミリオンダラー・アーム』（J・B・バーンスタイン、集英社文庫） 2014年
- 『アメリカの卑劣な戦争 - 無人機と特殊作戦部隊の暗躍』上・下（ジェレミー・スケイヒル、柏書房） 2014年
- 『放送中の死』（ヴァル・ギールグッド / ホルト・マーヴェル、原書房） 2015年
- 『弁護士の血』（スティーヴ・キャヴァナー、ハヤカワ・ミステリ文庫） 2015年
- 『無実』（ジョン・コラピント、ハヤカワ・ミステリ文庫） 2016年
- 『メソッド15/33』（シャノン・カーク、ハヤカワ文庫） 2016年

### 共訳書
- 『シャーロック・ホームズ百科事典』（マシュー・バンソン編著、日暮雅通監訳、原書房） 1997年
- 『ベスト・アメリカン・ミステリ　アイデンティティ・クラブ』（共訳、ハヤカワ・ポケット・ミステリ） 2006年
- 『1922』（スティーヴン・キング、中川聖共訳、文春文庫） 2013年
- 『生活の発見 - 場所と時代をめぐる驚くべき歴史の旅』（ローマン・クルツナリック、加賀山卓朗共訳、フィルムアート社） 2018年